# Zip.ca
Pour les articles homonymes, voir Zip.
 (septembre 2021).
Zip.ca était le plus important service de location de DVD sur Internet au Canada.
Zip.ca offre plus de 82 000 titres différents.

## Historique
Zip.ca a commencé ses opérations en février 2004 à Ottawa. En juillet 2005, Zip.ca opérait les services en ligne Rogers Video Direct, la filiale en ligne de la plus grosse chaine de location de DVD canadienne.
Le 17 août 2014, Zip.ca a annoncé sur leur site web qu'il cessait toutes activités. 

## Fonctionnement
Le client enregistre sur le site zip.ca une liste de DVD qu'il désire regarder. Zip.ca conseille d'inclure au moins 20 titres sur cette liste.
Lorsque le client retourne un DVD, s'il n'a pas atteint sa limite mensuelle, Zip.ca lui envoie un nouveau DVD selon les disponibilités des titres et en privilégiant un titre qui se trouve au début de la liste du client.

## Forfaits mensuels[3]
| Forfait | Frais mensuels | Nombre de DVD en possession du client ou en transit | Nombre maximum de DVD expédiés par mois |
| ------- | -------------- | --------------------------------------------------- | --------------------------------------- |
| 1 DVD   | 5,95 $         | 1                                                   | 2                                       |
| 1 DVD   | 10,95 $        | 1                                                   | Unlimited                               |
| 2 DVD   | 18,95 $        | 2                                                   | Unlimited                               |
| 3 DVD   | 24,95 $        | 3                                                   | Unlimited                               |
| 4 DVD   | 24,95 $        | 4                                                   | 11                                      |
| 6 DVD   | 36,95 $        | 6                                                   | 16                                      |
| 8 DVD   | 49,95 $        | 8                                                   | 22                                      |

Tous les forfaits permettent au client de commander des DVD additionnels de son choix en payant un frais de 2,49 $ par DVD. Pour ces commandes additionnelles, le client peut commander un titre spécifique qui se trouve dans l'inventaire du moment plutôt que d'obtenir un titre au hasard à partir de sa liste de préférences.
Certains forfaits imposent un maximum au nombre de DVD que le client peut recevoir durant un mois. Lorsque cette limite est atteinte, le client peut choisir de payer un frais de 2,49 $ par DVD pour continuer à recevoir des DVD durant le mois ou il peut attendre au début du mois suivant pour recevoir le prochain DVD.